# Jeromy Rodríguez
Jeromy Rodríguez (Santiago, República Dominicana, 3 de enero de 1996) es un jugador de baloncesto dominicano. Su altura es de 2,01 metros y ocupa en la cancha la posición de alapívot.

## Trayectoria
Es internacional en las categorías inferiores con la selección de República Dominicana, con la que ha participado en el Centrobasket U17, el FIBA Américas U18 y el Mundial U19 disputados entre 2013 y 2015.
En 2015 se enrola en el JUCO Northwest Florida State College, donde promedia 14 puntos y 9 rebotes en su segundo año, siendo elegido en el Equipo Ideal de la NJCAA. Tras superar una lesión, en 2017 decide trasladarse a la Universidad Estatal de East Tennessee, donde tras un año sin jugar debido a las restricciones de la NCAA, integra la plantilla de los Buccaneers. En la temporada 2018/19 obtiene diversos reconocimientos individuales, entre ellos tres nominaciones como Jugador de la Semana de la conferencia Southern y como integrante del Equipo Ideal de la conferencia elegido por los medios deportivos. Tras sopesar dar el salto a profesionales, decidió terminar su formación y en 2019/20 lideró a su equipo en rebotes y PER a pesar de perderse casi dos meses de competición por una lesión, contribuyendo decisivamente a lograr el título de campeones de conferencia aunque sin que pudieran disputar la Fase Final nacional debido a su cancelación por la pandemia de coronavirus. Promedió 10.4 puntos y 9.3 rebotes en su carrera en la División I de la NCAA.
En la temporada 2020/21 desarrolla su primera experiencia profesional en España fichando por el Zornotza, club de LEB Plata, con el que promedia 12.4 puntos y 6.8 rebotes durante la liga regular.